# Хомчак, Руслан Борисович
Русла́н Бори́сович Хомча́к (укр. Руслан Борисович Хомчак; род. 5 июня 1967, Львов, Украинская ССР, СССР) — украинский военачальник. Первый заместитель Секретаря Совета национальной безопасности и обороны Украины с 27 июля 2021 года, генерал-полковник (2019).
Главнокомандующий Вооружёнными Силами Украины (27 марта 2020 года — 27 июля 2021). Начальник Генерального штаба Вооружённых Сил Украины (21 мая 2019 года — 27 марта 2020). Член СНБО Украины (31 мая 2019 — 28 июля 2021).

## Биография
В 1988 году окончил Московское высшее военное командное училище имени Верховного Совета РСФСР. С 1988 по 1992 год проходил службу в ГСВГ и в Белорусском военном округе.
В Вооружённых силах Украины с января 1993 года. В течение семи лет служил в 24-й отдельной механизированной бригаде, куда после окончания Национальной академии обороны Украины вернулся начальником штаба. В течение четырёх лет был командиром 300-го отдельного механизированного полка в Черновцах, а в апреле 2005 года возглавил 72-ю отдельную механизированную бригаду. С 2009 года — начальник штаба 8-го армейского корпуса. В августе 2011 года присвоено воинское звание генерал-майор. В мае 2012 был назначен на должность командира 6-го армейского корпуса. В августе 2013 года присвоено воинское звание генерал-лейтенант. В ноябре 2013 года 6-й армейский корпус был переформирован в Оперативное командование «Юг», временно исполняющим обязанности командира которого он остался. Одновременно являлся начальником Днепропетровского гарнизона.
Во время вооружённого конфликта на востоке Украины с 2014 по 2015 год занимал должность командующего сектора «Б».
С 2016 года — начальник штаба — первый заместитель командующего Сухопутными войсками Украины.
21 мая 2019 года президент Украины Владимир Зеленский подписал указ № 302 о назначении Руслана Хомчака на должность начальника Генерального штаба Вооружённых Сил Украины.
5 декабря 2019 присвоено воинское звание генерал-полковник.
В начале марта 2020 года Верховная Рада проголосовала за разделение должностей главнокомандующего и начальника Генерального штаба. 28 марта 2020 года президент Украины Владимир Зеленский назначил Руслана Хомчака главнокомандующим ВСУ, при этом он был уволен с должности начальника Генерального штаба. Начальником Генерального штаба был назначен его первый заместитель Хомчака Сергей Корнийчук.
27 июля 2021 уволен с должности Главнокомандующего Вооружёнными Силами Украины и назначен первым заместителем Секретаря СНБО Украины.
Член СНБО Украины (с 31 мая 2019 до 28 июля 2021).

## Инциденты
В конце января 2021 года публично стало известно о конфликте между министром обороны Андреем Тараном с одной стороны и Русланом Хомчаком с другой. Причиной стал украинский военный самолет, который, по данным источников, перевозил оружие из Болгарии в Руанду по заказу частной компании «АТЗТ ТрансСервис». Об этом самолете случайно и узнал министр обороны Андрей Таран. В Министерстве обороны настаивали, что министр должен лично согласовывать такие полеты. А Генштаб и Воздушные силы утверждали, что такие перелеты позволяют тренировать пилотов и никакие согласования не нужны. В итоге конфликт перешел в суды Киева и Винницы ― там появилось несколько исков против министра Тарана, который приказом запретил такие перевозки. В ситуацию был вынужден вмешаться президент Владимир Зеленский.
По данным журналиста Юрия Бутусова, именно конфликт между Тараном и Хомчаком стал одной из причин увольнения Хомчака с должности.
Руслан Хомчак также был обвинен экспертами в провале кадровой реформы ВСУ, которая предусматривала оптимизацию штатной численности военных.

## Награды
- Орден «За заслуги» III степени (7 декабря 2004) — за весомый личный вклад в обеспечение обороноспособности государства, образцовое выполнение воинского долга и по случаю 13-й годовщины Вооружённых сил Украины;
- Медаль «Защитнику Отечества»;
- Отличие министерства обороны Украины «Доблесть и честь»;
- Отличие «Ветеран военной службы»;
- Медаль «10 лет Вооружённых сил Украины»;
- Медаль «15 лет Вооружённых сил Украины»;
- Медаль «За добросовестную службу» I степени;
- Медали СССР.